# Islington (londýnský obvod)
Městská část Islington, oficiální název – London Borough of Islington, je městským obvodem na severu Londýna a je součástí Vnitřního Londýna. Obvod sousedí s City na jihu, s Hackney na východě, s Camdenem na západě a s Haringey na severu. Toto území se původně jmenovalo cca do roku 1000 Gislandun a Iseldone (Pozemková kniha – Domesday Book – 1086) ze staroanglického Gisla (mužské jméno) a –dun (kopec, nízký).

## Popis
Městská část vznikla v roce 1965 a zahrnuje bývalé části Metropolitan Borough of Islington a Metropolitan Borough of Finsbury. Městská část zahrnuje i volební obvody Westminsteru do Parlamentu Islington North a Islington South a Finsbury.
Je to oblast pozoruhodných sociálních kontrastů (55% obyvatel žije v bytech městského obvodu a naopak zde existují domy, které jsou dražší než 3 miliony £). Islington obsahuje jedny z největších neporušených území staveb v Georgiánském slohu a obvod je známý i obchodními centry a módními restauracemi, bary a kluby.
Nejznámější institucí je Arsenal FC, jeden z nejúspěšnějších fotbalových klubů Anglie.

## Obvody městské části
- Archway
- Angel
- Barnsbury
- Canonbury
- Clerkenwell
- Finsbury
- Highbury
- Islington
- Kings Cross
- Lower Holloway
- Nag's Head
- Newington Green
- Pentonville
- Tufnell Park

## Zajímavá místa
- stadión fotbalového klubu Arsenal (známý jako Emirates Stadium – starý stadion Highbury byl přestavěn na luxusní apartmány)
- věznice Pentonville
- věznice Holloway
- Estorick Collection of Modern Italian Art
- Severolondýnská ústřední mešita